# Богдеско, Илья Трофимович
Илья́ Трофи́мович Богде́ско (рум. Ilie Bogdesco; 20 апреля 1923, с. Ботушаны, Одесская губерния, Украинская ССР, СССР — 29 марта 2010, Санкт-Петербург, Россия) — молдавский, советский художник-живописец, график, гравёр, каллиграф, педагог. Народный художник СССР (1963).

## Биография
Илья Богдеско родился 20 апреля 1923 года в селе Ботушаны (ныне в Рыбницком районе непризнанной Приднестровской Молдавской республики).
В 1933 году отец был арестован, семья раскулачена и выслана в Кировскую, потом Горьковскую область. После второго ареста и расстрела отца в 1938 году семья была переведена опять в Кировскую область. В этом же году Илья поступает в Кировское художественно-педагогическое училище.
Участник войны. Призван в Красную Армию был в 1942 году.
В 1951 году окончил Ленинградский институт живописи, скульптуры и архитектуры им. И. Е. Репина (ученик К. И. Рудакова, С. В. Приселкова, Г. Д. Епифанова). Был принят в члены Ленинградского Союза советских художников.
В 1952 году работал преподавателем в Саратовском художественном училище.
С 1953 года работал в Молдавской ССР.
С 1961 по 1963 год — главный художник издательства «Картя Молдовеняскэ».
Автор лиричных, эмоционально-напряжённых иллюстраций к «Сорочинской ярмарке» Гоголя (тушь, перо, кисть, 1951), «Цыганам» Пушкина (чёрная акварель, 1956), молдавской народной балладе «Миорица» (акварель, темпера, 1966), а также серии цветных линогравюр «Моя Родина» (1961—1963).
Одна из самых известных работ — иллюстрации к роману Джонатана Свифта «Путешествия Гулливера», выполненные в технике гравюры резцом на металле, широко распространённой во времена Дж. Свифта. За эту работу на Всесоюзном конкурсе «Искусство книги» в 1980 году был удостоен диплома имени Ивана Фёдорова.
В течение пяти лет создал серию из 33 иллюстраций к «Дон Кихоту» М. де Сервантеса. В книге «Пунгуца ку дой бань» («Кошелёк с двумя денежками») И. Крянгэ написал весь текст от руки.
Оформил более 100 книг, и многие из его графических циклов стали классикой жанра книжной иллюстрации.
Автор ряда станковых графических серий, живописных полотен и монументальных росписей. Среди них: «Рыбаки Констанцы» (1980), «В облаках» (1984), «Богатый жених» (1984), «Купец» (1985).
Автор учебника-пособия «Каллиграфия». Художник разработал и создал собственную типографскую гарнитуру, которая так и называется — «Алфавит Богдеско» (набор прописных букв кириллицы и латиницы), вошедший в регистр всех существующих и используемых сегодня алфавитов.
С 1992 года жил в Санкт-Петербурге..
В 2002 году — руководитель Мастерской графики Ленинградского института живописи, скульптуры и архитектуры им. И. Е. Репина.
Действительный член Академии художеств СССР (1988; член-корреспондент (1975)). В 1977—1987 годах — председатель правления Союза художников Молдавской ССР. Профессор (1986).
Член КПСС с 1968 года. В 1975—1990 годах — депутат Верховного Совета Молдавской ССР.
Скончался 29 марта 2010 года в Санкт-Петербурге. Похоронен на кладбище Санкт-Петербургского крематория вместе со своей женой, Аллой Сергеевной Единевской, скончавшейся на 10 лет раньше.

## Награды и звания
- Заслуженный деятель искусств Молдавской ССР (1960)
- Народный художник СССР (1963)
- Государственная премия Молдавской ССР (1966) — за серию линогравюр «Моя Родина», «Песня», «Призыв», за рисунок «Протест» и иллюстрации к книге Иона Крянгэ «Пунгуца ку дой бань» («Кошелёк с двумя денежками»)
- Орденом Республики (Молдавия, 1998)[9].
- Орден Октябрьской Революции
- Два ордена Трудового Красного Знамени (в т.ч. 8 июня 1960)
- Медаль «Медаль «За трудовую доблесть»»[10]
- Дипломы I, II, III степени на Всесоюзных конкурсах книги
- Почётные грамоты Президиума Верховного Совета Молдавской ССР
- Большая золотая медаль Академии художеств СССР (1968) — за создание монументальной росписи в интерьере Дома культуры совхоза «Красный садовод» (Слободзейский район Молдавской ССР)
- Золотая медаль Международной выставки искусства книги в Лейпциге (1970) — за иллюстрации к роману Ф. Достоевского «Преступление и наказание».
- Бронзовая медаль Международной книжной ярмарки в Москве в 1975 году за иллюстрации к балладе В. Александри «Кодрян» (1969—1970).
- Диплом имени Ивана Федорова на Всесоюзном конкурсе «Искусство книги» — за иллюстрации к роману Д. Свифта «Путешествия Гулливера».
- Золотая медаль Академии художеств России «Достойному».